# Ostrov (district de Sobrance)
Pour les articles homonymes, voir Ostrov (homonymie).
Ostrov est un village de Slovaquie situé dans la région de Košice.

## Histoire
Première mention écrite du village en 1336.

## Démographie

### Évolution de la population
| Année:               | 1994. | 2004.   | 2014.   | 2024.   |
| -------------------- | ----- | ------- | ------- | ------- |
| Nombre de personnes: | 287   | 275     | 295     | 306     |
| Différence:          |       | -4,18 % | +7,27 % | +3,72 % |

| Année:               | 2023. | 2024.   |
| -------------------- | ----- | ------- |
| Nombre de personnes: | 312   | 306     |
| Différence:          |       | -1,92 % |

## Politique
| Nom              | Parti politique | Date de l'élection | Fin du mandat |
| ---------------- | --------------- | ------------------ | ------------- |
| František Marcin | SNS             | 02.12.2006         | Déc. 2010     |